# Samantha Castillo
Samantha Castillo (sinh ngày 12 tháng 3 năm 1980 tại Caracas, Venezuela) là một nữ diễn viên người Venezuela sinh ra tại một ngôi làng nhỏ gần thủ đô Caracas. Cô đã diễn xuất từ năm 15 tuổi. Cô đã xuất hiện trong một số sản phẩm sân khấu. Cô trở nên nổi tiếng với bộ phim Pelo Malo, một bộ phim của Mariana Rondon, người chiến thắng của " Golden Shell (La Concha de Oro)" tại Liên hoan phim quốc tế San Sebastián. Cô cũng đã giành giải thưởng là nữ diễn viên xuất sắc nhất tại Liên hoan phim Torino 2013, nơi chủ tịch ban giám khảo là Paolo Virzi.

## Đóng phim
- 2013 - Pelo Malo (Bad Hair) của đạo diễn Mariana Rondon
- 2015 - Le Badanti (The Caretakes) của Marco Pollini